# Георги Иванов (Бадилен)
Георги Иванов Стоянов е български революционер, деец на Вътрешната македонска революционна организация.

## Биография
Роден е в 1882 година в струмишкото село Бадиле, тогава в Османската империя, днес в Северна Македония. Влиза във ВМОРО и участва в борбата с османската власт, като действа като куриер. След като Струмишко попада в Кралството на сърби, хървати и словенци след Първата световна война, се присъединява към възстановената ВМРО. Действа като куриер и милиционер и често е четник в местната организационна чета. Заподозрян от властите, Иванов е арестуван през юни 1923 година. Осъден е на 2 години, като в затвора е бит и измъчван. Амнистиран е след 16 месеца през септември 1924 година.
На 23 април 1943 година като жител на Конарене подава молба за българска народна пенсия. Молбата е одобрена и пенсията е отпусната от Министерския съвет на Царство България.